# Ostrava

Logo

Ostrava  (in slesiano Uostrawa; in tedesco Ostrau; in polacco Ostrawa) è la terza città per grandezza della Cechia dopo Praga e Brno, e il capoluogo della regione di Moravia-Slesia. È situata alla confluenza dei fiumi Ostravice, Oder e Opava.
 La sua storia e la sua crescita sono state fortemente condizionate dall'estrazione e dalla lavorazione del carbone nero di alta qualità. Il carbone, soprattutto nel passato recente, ha contribuito all'inquinamento dell'atmosfera, depositandosi su case e strade. Ostrava si guadagnò il soprannome di "cuore d'acciaio della repubblica" durante il comunismo in Cecoslovacchia. Molte delle industrie pesanti oggigiorno sono state chiuse o trasformate.

## Geografia fisica

### Territorio
Ostrava si trova nel nord-est della Repubblica Ceca, vicina ai confini polacco (15 km) e slovacco (55 km). Si estende sulla parte settentrionale della valle naturale che va da nord a sud.

### Clima
Il clima locale è temperato, con estati tiepide e inverni freddi e umidi. A causa della posizione della città, le influenze del clima continentale sono leggermente più forti che nel resto del Paese. La temperatura media è di 8,6 °C (gennaio: -2,4 °C, luglio: 17,8 °C), le precipitazioni annuali ammontano a 600mm.

## Storia
Il territorio di Ostrava nella preistoria era un importante centro del commercio, essendo attraversato dalla Via dell'Ambra. Gli archeologi hanno provato che l'area attorno a Ostrava è abitata da almeno 25.000 anni, sebbene il nome della città sia citato per la prima volta appena nel 1229. Fino alla fine del XVIII secolo, Ostrava era una piccola città di provincia, con una popolazione attorno al migliaio di abitanti.
Nel 1763 furono scoperti grandi depositi di carbone nero, che portò al boom industriale e a un'ondata di immigrazione nei secoli seguenti. Durante il XIX secolo furono aperte molte miniere e intorno alla città si stabilirono le prime fabbriche per la lavorazione dell'acciaio; la crescita industriale fu resa possibile anche grazie alla Ferrovia del Nord che arrivava da Vienna (1847). Il XX secolo vide un'ulteriore espansione industriale della città, accompagnata da un aumento della popolazione e della qualità della vita. Durante la seconda guerra mondiale, Ostrava, importante fonte di acciaio per gli armamenti, dovette subire pesanti bombardamenti che arrecarono moltissimi danni alla città e alla sua economia.
Dalla Rivoluzione di velluto del 1989, la città ha subito grandi cambiamenti. È in corso un grande ammodernamento industriale: le miniere sono state chiuse nel 1994 e gran parte degli stabilimenti per la lavorazione del ferro nel quartiere di Vítkovice nel 1998. L'inquinamento è ancora uno dei fattori che rendono la qualità della vita ad Ostrava peggiore di quella di altre città ceche.
Nel 1996 è diventata anche sede vescovile (diocesi di Ostrava-Opava) e la chiesa del Divino Salvatore (costruita a fine Ottocento) è perciò stata elevata a cattedrale.

## Monumenti e luoghi d'interesse

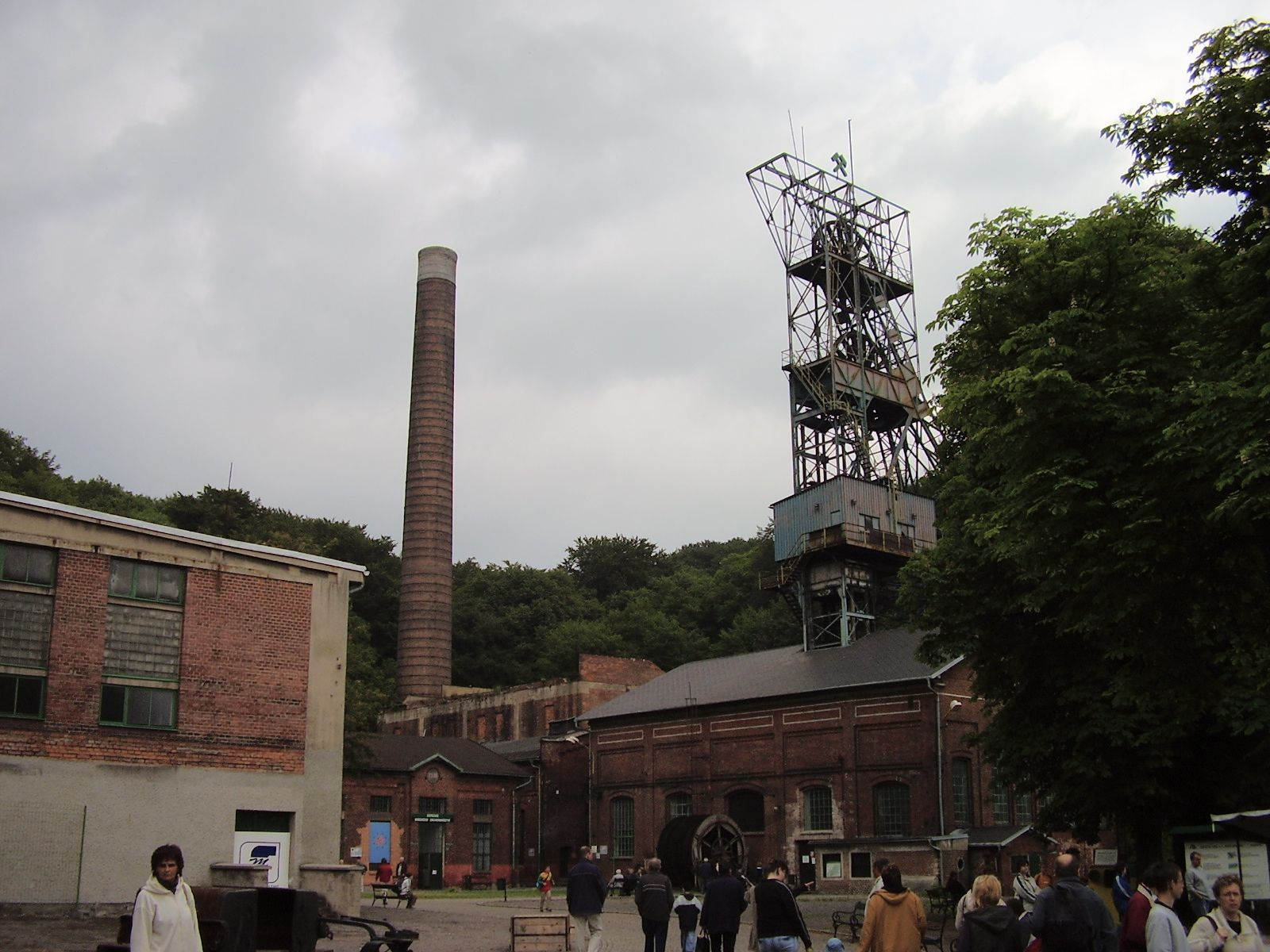
Museo di Hornické

Anche se Ostrava non è di solito tra le mete più ambite dei turisti della Repubblica Ceca, ci sono alcuni luoghi interessanti da visitare. A nord del centro cittadino c'è il Museo delle miniere (Hornické muzeum) che mostra una collezione unica di macchinari utilizzati per l'estrazione del carbone e gli equipaggiamenti necessari, oltre a una ricostruzione di un villaggio di cacciatori di mammuth. Si possono anche visitare i corridoi sotterranei.
Un'altra attrazione che sta diventando sempre più popolare, specialmente tra le nuove generazioni, è la via Stodolní (Stodolní ulice), che è in realtà un insieme di vie nel centro della città che ospitano locali unici per lo stile e l'atmosfera. La più importante manifestazione che ha luogo in questa zona è i Colori di Ostrava, un festival musicale estivo che ospita molti musicisti e gruppi da tutto il mondo.
 La Torre del Nuovo Municipio di Ostrava è il luogo dove si può avere una vista panoramica della città e dei dintorni, da 85 metri d'altezza. Se le condizioni del cielo lo permettono, si possono vedere le catene montuose dei Beschidi e dei Jeseniky.
Interessante la cattedrale di Ostrava, una grande chiesa di fine Ottocento (la più importante della città). 

## Popolazione e demografia
Nel 2003, la popolazione ufficiale abitante a Ostrava era di 315 442 abitanti, distribuiti in 23 distretti, formati dall'unione delle originarie 34 piccole cittadine e villaggi. Ostrava copre un'area di 212 km², e la densità di popolazione è di 1.505 abitanti per km².

### Etnie e minoranze straniere
Storicamente, tra i gruppi etnici più influenti, oltre ai cecoslovacchi a Ostrava vi erano molti polacchi, tedeschi ed ebrei. Durante e dopo la seconda guerra mondiale, comunque, la situazione è completamente cambiata, dato che molti ebrei di Ostrava furono uccisi o trasportati nei campi di concentramento (il 17 ottobre 1939 avvenne, iniziando il Piano Nisko, il primo trasporto verso un campo maggiore a Nisko, nel Governatorato Generale - il primo caso in Europa).
Dopo la guerra, i tedeschi furono espulsi da Ostrava secondo i decreti di Benes. La popolazione della città è pertanto divenuta un misto di cechi, slovacchi e polacchi.

### Lingue e dialetti
La popolazione che vive nei dintorni di Ostrava parla un particolare dialetto, che si nota per l'abbreviazione di tutte le vocali e per l'accento sulla penultima sillaba, che lo rende molto simile alla lingua polacca.

### Qualità della vita
A causa del recente ammodernamento dell'industria pesante della zona, il tasso di disoccupazione è salito oltre la media nazionale (18,4% nel 2004).

## Cultura
Nella città di Ostrava è ambientata una parte del romanzo Lo scherzo di Milan Kundera.

### Istruzione

#### Università
- VŠB - Università Tecnica di Ostrava
- Università di Ostrava

### Teatro
A Ostrava vi sono quattro teatri: 
- Národní divadlo moravskoslezské (Teatro nazionale di Moravia e di Slesia), che si compone di due edifici: Divadlo Antonína Dvořáka (dedicato ad Antonín Dvořák) e Divadlo Jiřího Myrona

Inoltre esistono anche: 
- il Divadlo Petra Bezruče (dedicato a Petr Bezruč)
- il Komorní scéna Aréna
- il Divadlo loutek Ostrava.

## Industria e miniere di carbone
Alcune delle maggiori industrie della Repubblica Ceca si trovano nella città di Ostrava. Gli impianti per la lavorazione del ferro di Vítkovice si trovano nei quartieri della città e sono specializzati nella metallurgia e nell'ingegneria meccanica. Questi stabilimenti furono fondati nel 1828 e oggigiorno, dopo quasi due secoli di esistenza, sono in fase di trasformazione: la parte più vecchia del complesso, chiamata "Dolní oblast", fu chiusa e sono in corso dibattiti sull'apertura di un museo industriale proprio nei palazzi dell'ex-fabbrica. Nová huť (i "Nuovi Stabilimenti", fondati nel 1951), appartengono ora al complesso internazionale Mittal Steel, altra azienda importante di Ostrava.
Contrariamente alle credenze popolari ceche, Ostrava non è più una città mineraria: tutte le miniere sono state chiuse dopo la Rivoluzione di velluto nel 1989 nell'ottica dell'ex-sindaco Evžen Tošenovský's di modernizzare le industrie cittadine.

## Infrastrutture e trasporti

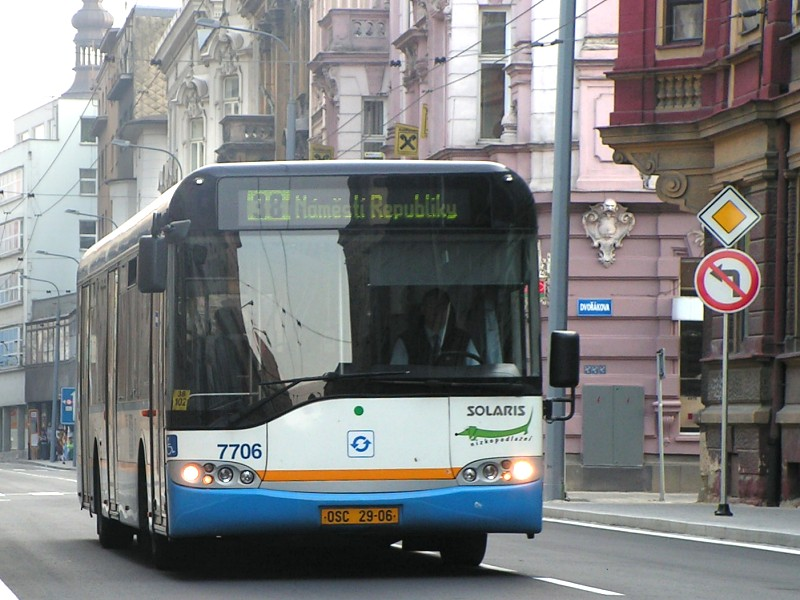
Autobus di Ostrava

La ferrovia giunse a Ostrava nel 1847. Era la Ferrovia del Nord austriaca, che portava da Vienna a Přerov attraverso Břeclav, e continuava poi in direzione di Cracovia. Nel 1855 fu costruita anche la linea per Opava. Oggi la rete ferroviaria comprende linee per Frýdek-Místek – Valašské Meziříčí e Havířov – Český Těšín.
L'Aeroporto Internazionale di Ostrava-Mošnov è a circa 30 minuti dalla città, raggiungibile con l'autobus e con il treno dopo che vi è stata costruita una stazione ferroviaria per i mondiali di Hockey 2015 svoltisi proprio a Ostrava. La maggior parte dei visitatori, comunque, arriva in città in treno da Praga (impiegando circa 3,5 ore), da Brno (2,5 ore), Olomouc (75 minuti). Ostrava è anche relativamente vicina a Vienna, Bratislava, Cracovia e Varsavia. L'autostrada D1, completata nel 2010, porta fino a Praga attraverso Brno e fino in Polonia a Katowice. Attualmente è in costruzione il prolungamento della superstrada 'Rudná' che raggiungerà la città di Opava.
È invece semplice girare per la città con il sistema di trasporto pubblico: Ostrava ha tutti i tre tipi di trasporto pubblico in Repubblica Ceca: autobus, tram e filobus.
La stazione ferroviaria di Ostrava è centro del servizio ferroviario suburbano della Moravia-Slesia ("Esko").

## Amministrazione

### Gemellaggi
- Volgograd, dal 1948[1]
- Coventry, dal 1957
- Katowice, dal 1960[2]
- Dresda, dal 1971
- Spalato, dal 1976[3]
- Pireo, dal 1997
- Košice, dal 2001
- Miskolc, dal 2001
- Pittsburgh, dal 2001

## Sport
- Squadre di calcio:
  - FC Baník Ostrava
  - FC Vítkovice
- Squadre di hockey su ghiaccio:
  - HC Vitkovice
- Squadre di basket:
  - N. H. Ostrava
  - Fútbol Americano
  - Ostrava Steelers
- Atletica:
  - Ostrava ospita il meeting internazionale di atletica leggera Golden Spike